# Rasengitter

Schema eines Rasengittersteines aus Beton

Rasengitter und Rasenwaben werden meist in Form von Rasengittersteinen aus Beton oder Rasengittermatten aus Kunststoff angeboten.  Sie besitzen rechteckige oder wabenförmige Zwischenräume, die mit Bodensubstrat verfüllt und durch Einsaat begrünt werden können.
Rasengitter werden zur baulichen Befestigung von Verkehrsflächen verwendet, die begangen, befahren und zugleich begrünt werden sollen. Typische Anwendungsfälle sind Garten- und Gehwege, Feuerwehrzufahrten, Einfahrten und Parkflächen.
Bei Betongittersteinen liegt der Anteil der bepflanzbaren Bodenfläche häufig unter 50 % der Gesamtfläche.  Kunststoffgitter kommen mit wesentlich feineren Stegen aus, so dass die Lochfläche bei deutlich über 50 % liegt.
Neben der optischen Wirkung kann auf mit Rasengittern befestigten Flächen fast ebenso viel Regenwasser versickern wie auf Grünland, wodurch den mit der Flächenversiegelung verbundenen Problemen entgegengewirkt wird (siehe Schwammstadt).

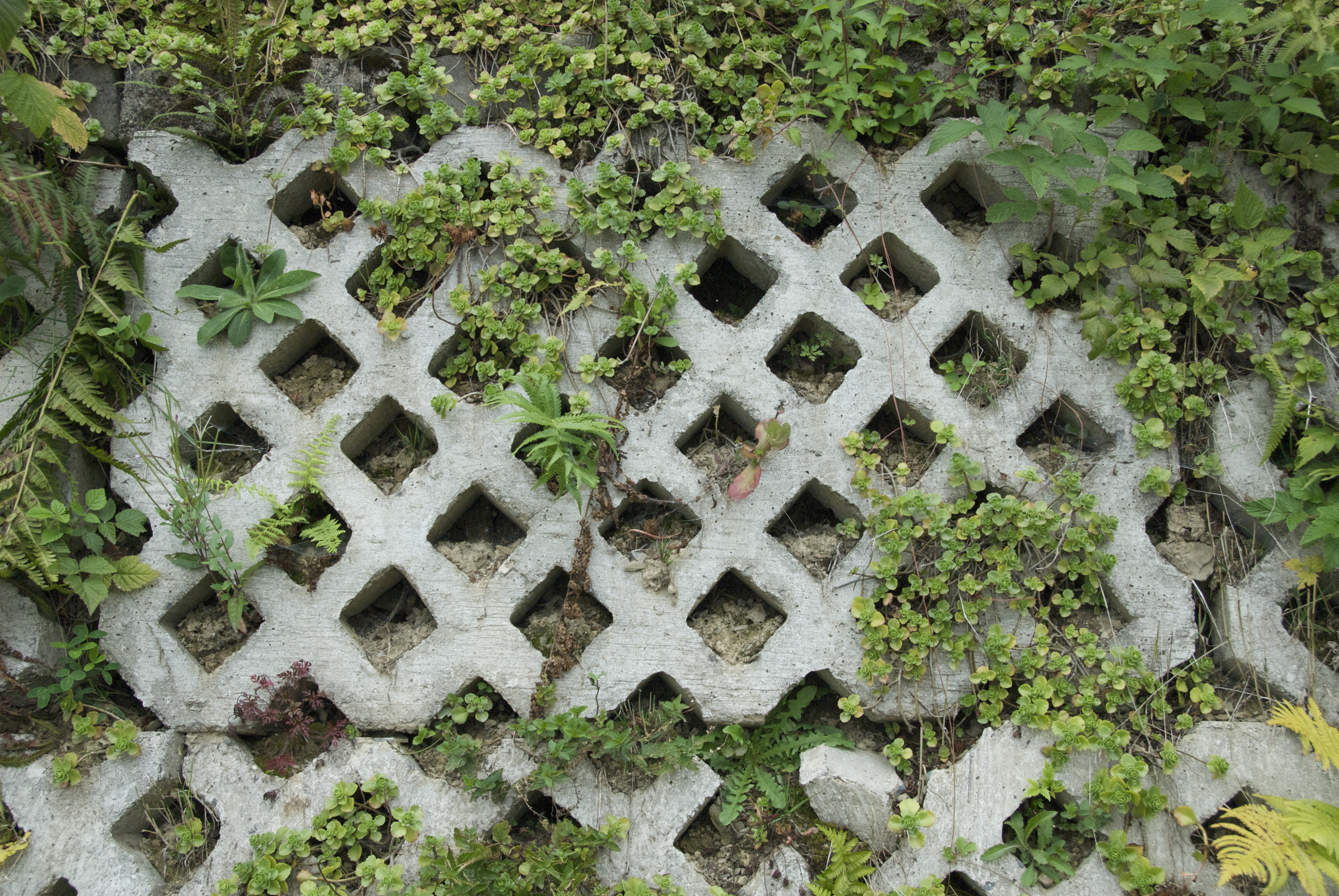
Rasengittersteine zur Befestigung einer Böschung

## Geschichte
Der Rasengitterstein wurde von Josef Metten in Bergisch Gladbach erfunden und am 27. November 1969 als Gebrauchsmuster eingetragen.

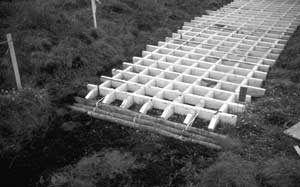
Ein hölzernes Stützgitter im Wrangell–St. Elias Park in Alaska

## Verwendung
Die mit Rasengittern befestigten Flächen eignen sich zur Überfahrt von Kraftfahrzeugen, ohne dass sich bei feuchtem Boden Pfützen, Matsch oder vertiefte Fahrspuren entwickeln. Zudem bieten die Gitter eine gute Reifenhaftung an abschüssigen Flächen und lassen die Versickerung von Regenwasser zu.
Werden die Öffnungen des Rasengitters nicht mit Erde befüllt, so wird die Begehung und das Befahren mit dem Fahrrad erschwert; es vergrößert sich jedoch die Anzahl der einsetzbaren Pflanzenarten.
Durch die Verwendung von Rasengittern können Feuerwehrzufahrten auf begrünten Hofflächen angelegt werden, ohne versiegelte Verkehrsflächen herstellen zu müssen.
Insbesondere für Rasengitter aus Kunststoff existieren vielfältige weitere Anwendungsbereiche. Spezielle Systeme werden für den Einsatz im Pferdesport, in der Landwirtschaft oder im Tiefbau angeboten. Durch Bodenanker können Rasengitter auch an Böschungen und Uferzonen befestigt werden, um das Abrutschen der obersten Bodenschicht bis zum Anwachsen des Bewuchses zu verhindern.
Bei der vorübergehenden Einrichtung von Parkplätzen auf Grünflächen für Großveranstaltungen werden die Zufahrtswege häufig temporär mit Rasengittern ausgelegt, um bei feuchter Witterung das Zertreten und Zerfahren der Wiese zu verhindern.
Bei der Anlage von Wegen auf nachgiebigem Untergrund wie Auen-, Marsch- und Sandböden können anstelle oder zusätzlich zu Rasengittern auch neuartige Geotextilien eingesetzt werden, die zu dreidimensionalen wabenförmigen Gitterstrukturen gewebt, vernäht oder verschweißt und mit Erde befüllt werden.